# Свята Квебека
Нижче наведені офіційні свята провінції Квебек, Канада.
| Дата                      | Назва                                                                                                   |
| 1 січня                   | Новий рік (Jour de l’An)                                                                                |
| (міняється)               | Страсна п'ятниця (Vendredi saint)                                                                       |
| (міняється)               | Поливаний понеділок (Lundi de Pâques)                                                                   |
| Понеділок перед 25 травня | Національний день патріотів (Journée nationale des Patriotes, перш Fête de Dollard or Fête de la Reine) |
| 24 червня                 | Національне свято Квебека (Fête nationale du Québec, перш Fête de la Saint-Jean-Baptiste)               |
| 1 липня                   | День Канади (Fête du Canada)                                                                            |
| Перший понеділок вересня  | День праці (Fête du Travail)                                                                            |
| Другий понеділок жовтня   | День Подяки (Fête de l’Action de grâce)                                                                 |
| 25 грудня                 | Різдво (Noël)                                                                                           |

2 січня також свято для багатьох квебекців.